# Noche de Brujas (banda)
Noche de Brujas (también conocida por sus iniciales NDB) es una agrupación musical chilena con estilo tropical. Su líder es el cantante Héctor Muñoz, más conocido como "Kanela". Actualmente la banda es representada por Iván Chipine. 

## Historia
El proyecto partió como una banda de rock latino del liceo Miguel Luis Amunátegui, con otros tres alumnos (Leonardo García, Juan Barrientos y Enrique Montecino). Y luego pasó a la cumbia porque la madre de uno de sus integrantes trabajaba en La Jaula Dorada, el denominado cumbiódromo del pueblito del Parque O’Higgins, donde fueron contratados para tocar cada fin de semana del año.

### 2003-2006:El comienzoyTu primera vez
El primer concierto oficial de la banda fue para Halloween el 31 de octubre de 2003 en la comuna de Salamanca, region de Coquimbo, durante ese festival un productor les comentó que debían cambiar el nombre de grupo o no podrían ser presentados, es así, cuando uno de los músicos vio el cartel que decía «el gran baile de noche de brujas». Finalmente, el grupo paso a llamarse Noche De Brujas y dedicarse definitivamente a la cumbia, optando por ser una banda estable y juvenil, con un promedio de edad entre los 18 y los 25 años.
En 2004, graban la producción llamada El comienzo, pero esta no sería publicada hasta mediados de 2009. En esta producción destaca la canción «No puedes tenerla» cantada a dúo con su compatriota Américo, quien en ese entonces era cantante del grupo La nueva alegría.
En 2006, lanzan su primer CD y DVD homónimo conocido también como Tu primera vez, bajo el alero de Guyani Producciones, que contó con el tema promocional «Tu primera vez».

### 2007-2010:¡Zumbate!yDesnudos
En 2007, lanzan la producción titulada Zúmbate, con 12 temas, entre los que destacan, «Y que pasó», «Cumbiera reggetonera», «Zúmbate morena», «El baile del gavilán» y el ya mencionado «Tu primera vez».
A principios de 2009 y bajo el desaparecido sello Feria Music, lanzan su cuarta producción de estudio titulada Desnudos, que incluyó temas como «Debería odiarte», «Historia de amor», «Óyeme» y una canción con el mismo nombre del álbum. Este disco fue el primero donde todas las obras son originales de la banda, compuestas principalmente por sus tecladistas de la época Jhonny Bartolo y Gonzalo Farfán. Además, fue el primer disco en su estilo en incluir coros femeninos, ejecutados por la cantante Bárbara Morgado, quién estaba a cargo de la producción del álbum para luego pasar a ser parte estable en la banda hasta 2010.
Ese mismo año, fueron invitados a la primera versión de La Gran Noche de la Corazón organizada por Radio Corazón. Desde ahí han participado anualmente en todas las versiones del evento. En 2010, Noche de Brujas sufre importantes cambios ya que 8 de sus 11 integrantes deciden formar una nueva agrupación, por lo que el grupo liderado por "Kanela" Muñoz se reestructura con nuevos integrantes y nuevos sonidos.

### 2011-2013:Me gusta todo de tiyDe amor y cumbia
En 2011, lanzan su quinta producción de estudio Me gusta todo de ti. El tema homónimo, incluido en este álbum, se ubicó entre las 10 canciones más tocadas de 2012. Esta placa obtiene doble disco de platino en Chile. Además, Me gusta todo de ti incluyó temas como «Perdóname» y «Enséñame a olvidarte». Ese mismo año, realizan su primer concierto en el teatro Teletón, grabando además su segundo DVD Noche de Brujas en Concierto - Teatro Teletón, producción que obtuvo disco de oro en 2012.
El 20 de enero de 2012 se presentan en el cierre de la primera jornada del XLIII Festival del Huaso de Olmué en el Parque El Patagual. A mediados de ese año y bajo el sello Plaza Independencia Música lanzan su sexta producción de estudio, De amor y cumbia, que se convertiría rápidamente en uno de los discos más vendidos de aquel año, donde consigue disco de platino. El álbum fue promocionado por los sencillos «Dime por que», «Devuélveme», «Entrégame», entre otros. El 31 de octubre realizan su segundo concierto, donde además celebran su décimo aniversario como banda, donde consiguieron llenar el Teatro Caupolicán.[cita requerida]
El año 2013, se presenta en el Festival Viva Dichato ante 40 000 asistentes, y marcando peak de sintonía en televisión. El 6 de julio, vuelven a participar de La Noche de la Corazón en el Movistar Arena, ocasión donde graban su tercer DVD Noche de Brujas En Vivo - La Noche de la Corazón. También se lanzó Grandes éxitos su primer compilado de grandes canciones, producción que obtuvo disco de oro.[cita requerida]

### 2014-2017:Vivir sin tu amor
Para el 2014, realizan diversos conciertos por Chile, además graban «Rey Arturo», canción dedicada al futbolista chileno Arturo Vidal, además de varios temas en apoyo a la Selección Chilena de Fútbol previo al Mundial de Brasil 2014 y a la Copa América 2015, también presentan «Bailando» original de Descemer Bueno y Gente de Zona, y participan en un disco tributo al fallecido músico Gustavo Cerati, donde interpretan el tema «Nada personal».
Luego de muchas negociaciones fallidas en años anteriores, el 14 de enero de 2015, fueron confirmados para el LVI Festival Internacional de la Canción de Viña del Mar. Su tema «Al sur del mundo», fue elegida como la canción oficial de la Copa América 2015 realizada en Chile.
Hacia finales de 2015 lanzan su séptimo disco de estudio, llamado Vivir sin tu amor, además son confirmados para la XLVI Festival del Huaso de Olmué 2016. Año en que se marcaría la internacionalización de la banda, realizando dos giras por México, además de tener experiencias en Suecia, Bolivia y Perú. Por segundo año consecutivo, realiza su concierto de aniversario en la sala de espectáculos Movistar Arena.

### 2018-presente:De cero,De Cero a 90eImaginate.
En 2018 luego de muchas giras y trabajos promocionales tanto en Chile como en México, Bolivia, Ecuador y Perú, lanzan su nuevo disco titulado De cero, esta vez lanzado en formato digital y autogestionado. En esta producción destacan "Como te Olvido", "Acércate" y "Adiós Amor".
En el año 2020 el grupo se presenta por segunda vez en el Festival de Viña del Mar, en medio de la crisis social y política en Chile tras las potentes manifestaciones ocurridas a partir del Estallido social en octubre de 2019. El grupo mantuvo firme su discurso social pese a los intentos de censura por parte de la organización.
Una vez desatada la Pandemia de COVID-19 en Chile, toda la industria musical se ve afectada, lo que lleva a las bandas a buscar nuevas formas de llegar al público. Se publica el EP De Cero a 90 con versiones de artistas como Gustavo Cerati, Myriam Hernández, Emmanuel, Pedro Fernández y Marco Antonio Solis. 
Además realizaron su primer concierto de aniversario en contexto de pandemia, que se desarrolló vía online el 31 de octubre de 2020.
En mayo del 2021 lanzan un nuevo EP titulado Imaginate. Esta vez con canciones originales dónde destacan "Con el Amor No Se Juega" y la canción homónima "Imagínate".

## Miembros

### Miembros actuales
- Kanela Muñoz – Voz principal, dirección general (2001–presente)
- Francisco Díaz – Timbales, batería (2010–presente)
- Pablo Rodríguez – Trompeta (2016-presente)
- Eugenio Carrera – Trompeta (2021-presente)
- Alexis Díaz – Bajo, Coros (2013–presente)
- Eduardo Castro – Bongos (2016–presente)
- Jhonny Bartolo – Teclados, Dirección Musical (2005–presente)
- Hari Guerra - Congas (2019-presente)
- Ricardo Neira - Güiro (2010-presente)
- Aleana Camacaro-  Violinista(2022-presente)

### Exmiembros
- Nain Ascencio – (2009–2021)
- Gonzalo Farfán –

(2001–2010) (2012-2014) (2018-2021)
- Catalina Ramos – (2015–2020)
- Camilo Domínguez – (2016–2021)
- Ema Morales –

(2020–2021)
- Felipe "Pipeño" Navarro (2013-2014)
- Erik "Morales" (2012-2012)

César Gómez Reveco  2006-2007

## Discografía
Álbumes de estudio
- El Comienzo (2004)
- Tu Primera Vez (2006)
- ¡Zumbate! (2008)
- Desnudos (2009)
- Me Gusta Todo de Ti (2011)
- De Amor y Cumbia (2012)
- Vivir Sin tu Amor (2015)
- De cero (2018)

EP
- De Cero a 90 (2020)
- Imagínate (2021)

## Premios y nominaciones
| Año  | Premio                   | Categoría                                        | Trabajo nominado    | Resultado | ref.   |
| ---- | ------------------------ | ------------------------------------------------ | ------------------- | --------- | ------ |
| 2013 | Copihue de Oro           | Mejor Grupo Tropical                             | Ellos mismos        | Nominado  |        |
| 2014 | Copihue de Oro           | Mejor Grupo Tropical                             | Ellos mismos        | Ganador   | [ 12 ] |
| 2015 | Copihue de Oro           | Mejor Grupo Tropical                             | Ellos mismos        | Ganador   |        |
| 2015 | Premios Videocontrol     | Mejor Artista Tropical Internacional             | Ellos mismos        | Ganador   | [ 13 ] |
| 2015 | Premios Videocontrol     | Artista Proyección Internacional Latinoamericana | Ellos mismos        | Ganador   | [ 13 ] |
| 2015 | Festival de Viña del Mar | Gaviota de Plata                                 | Ellos mismos        | Ganador   | [ 14 ] |
| 2015 | Festival de Viña del Mar | Gaviota de Oro                                   | Ellos mismos        | Ganador   | [ 14 ] |
| 2016 | Copihue de Oro           | Mejor Grupo Tropical                             | Ellos mismos        | Ganador   | [ 15 ] |
| 2017 | Copihue de Oro           | Mejor grupo o cantante popular o tropical        | Ellos mismos        | Nominado  |        |
| 2017 | Premios Pulsar           | Canción Más Escuchada                            | Me Gusta Todo De Ti | Ganador   | [ 16 ] |
| 2018 | Copihue de Oro           | Mejor grupo o cantante tropical o popular        | Ellos mismos        | Nominado  |        |
| 2020 | Festival de Viña del Mar | Gaviota de Plata                                 | Ellos mismos        | Ganador   | [ 17 ] |
| 2020 | Festival de Viña del Mar | Gaviota de Oro                                   | Ellos mismos        | Ganador   | [ 17 ] |
| 2020 | Premios Pulsar           | Artista tropical del año                         | Ellos mismos        | Nominado  | [ 17 ] |